# Association féministe d'éducation et d'action sociale
L’Association féminine d'éducation et d'action sociale (AFEAS) vise à rassembler les femmes rurales du Québec afin de favoriser leur participation dans toutes les sphères de la société. Cette association féminine fondée en 1966 par l’Union catholique des femmes rurales (UCFR) et les Cercles d’économie domestiques (CED) évolue jusqu’en 1981 vers le féminisme en élargissant ses champs d’action.

## Généalogie de l'AFEAS
Afin d'augmenter leur force de pression auprès des gouvernements, l’UCFR et les CED décident de s'unir. Ces deux importants groupes féminins, implantés depuis longtemps au Québec, fusionnent et le nouveau nom d’AFEAS est choisi. L’union de ces groupes leur assurait un effectif de plus de 35 000 membres, répartis dans toutes les régions du Québec. Elle est donc fondée en 1966, faisant partie des mouvements de l’Église catholique ayant comme buts l’éducation populaire et l’action sociale. Le clergé tendait à imposer leurs visées, ce qui a mené à plusieurs débats. Les membres ont décidé qu’elles allaient elles-mêmes décider des orientations de l’Association. Elles ont donc fait une transition de se référer constamment à la doctrine sociale de l’Église à devenir plus globalement un mouvement social d’inspiration chrétienne. L’Association a pris forme d’abord par un lieu de réflexions et de questionnements philosophiques entre femmes.
Dans ses débuts, soit dans les années 60, on la décrit comme étant une association féminine, et non féministe. L’AFEAS se situait entre une position conservatrice et revendicatrice de changements sociaux, car ses membres n’avaient pas l’intention de renier le rôle traditionnel de la femme. Ainsi, ces femmes s’investissent dans une association de nature politique, économique, professionnelle et éducative, mais sans revendiquer l’étiquette de «féministes». À cette époque, l’Association s'identifie plus comme une organisation féminine ou familiale. Afin d’avoir l’opportunité d’organiser l’action sociale des femmes dans les débuts de l’Association, différents types d’artisanat, comme le tissage et la cuisine, ont été mobilisés. Pendant qu’elles tissaient et cuisinaient, celles-ci échangeaient sur le sens de la vie et de ses épreuves. 
L’AFEAS est une association qui a d’abord été implantée en milieu rural et qui se constituait de femmes travaillant au foyer ou comme collaboratrices dans l’entreprise familiale. Lors de réunions mensuelles, il y avait une mise en commun d’information ainsi que des échanges afin de se tenir au courant de l’actualité et des sujets concernant les femmes. L’AFEAS se penchait sur plusieurs sujets et enjeux sociaux, portant ainsi à réfléchir sur soi et sur la condition des femmes. La mission de l’AFEAS est d’améliorer les conditions de vie et de travail des femmes ainsi que de défendre leurs droits.  
Par conséquent, les discussions entre membres permettaient d’élargir leur vision en dehors de leur cadre familial et de mieux comprendre le fonctionnement de la société. L’Association permettait aux femmes de se réaliser à travers des responsabilités. Elles se formaient autant par les sujets d’étude envoyés par le conseil d’administration provincial que par leur artisanat. 

## Mission éducative
Plus tard, les membres de l’AFEAS ont élargi leur champ d’action à celui de l'éducation. Depuis, la mission principale de l’Association est d’éduquer les femmes adultes à l’aide d’activités de formation afin de susciter l’action sociale. Pendant plusieurs années, cet objectif de changement social par l’éducation populaire a permis à plusieurs femmes de militer sur la place publique pour faire bouger les choses. Les dossiers prioritaires de l’Association sont les femmes collaboratrices, soit celles engagées à fond dans l’entreprise de leur mari, et la reconnaissance des travailleuses au foyer. En 1969, un  mémoire exigeant la reconnaissance du travail invisible des femmes au foyer est présenté à la commission Bird. 
Première présidente élue de l’AFEAS, Azilda Marchand, a eu un rôle important dans cette mission éducative, qui est d’ailleurs une des grandes forces de l’Association. Les trois principes clés de la mission éducative étaient l’éducation populaire autonome, l’éducation des femmes adultes et une formation des filles axée sur l’action, afin de permettre l’avènement des générations à venir. Dans cette optique d’éducation, les expériences des femmes devaient toujours être reconnues et mises de l’avant. L’objectif de l’AFEAS était que ses membres comprennent comment devenir des citoyennes responsables, des femmes mobilisées pour des enjeux sociaux concernant les femmes. 

## De l'action sociale à l'engagement politique
Par ses prises de position, l’AFEAS participe à un féminisme social. Quelques aspects prioritaires de l’Association ressortent: «l'autonomie des femmes, le refus de la dépendance, de l'enfermement, mais aussi le refus de l'exclusion non seulement des femmes, mais des valeurs et des compétences qui leur sont associées».  
En 1975, on perçoit les intentions réformistes des membres lorsqu’une résolution réclamant un système de perception des pensions alimentaires est adoptée en assemblée générale provinciale de l’Association. Selon les membres de l’AFEAS, la mise sur pied par l'État d’un tel système serait un moyen efficace afin de mettre fin au non-paiement des pensions alimentaires. Pendant vingt ans, ces femmes ont réclamé l’adoption d’une loi permettant de remédier à cette situation en améliorant le paiement des pensions alimentaires. Ces militantes souhaitent réaménager les cadres sociaux. 
En 1976, une étude est faite sur la nécessité de protéger les femmes collaboratrices. En cas de séparation, celles-ci étaient laissées sans protection, puisqu’elles vivaient dans une société où la majorité de la population était encore mariée sous le régime matrimonial de la communauté de biens. L’AFEAS est restée fidèle à sa mission en transmettant cette demande lors de rencontres avec les autorités, colloques, sommets, commissions parlementaires, débats sur la politique familiale et même lors de discussions au moment des réformes du code civil et de celle de la fiscalité. 
En 1981, une enquête faite auprès des membres sur la question «Les femmes de l’AFEAS sont-elles féministes?»  révèle que «plus de 70% des répondantes s'affirment très ou assez solidaires des autres femmes et peuvent ainsi être considérées comme féministes». Leur position concernant le genre de vie des femmes québécoises n’est cependant pas radicale, car 61.8% souhaitent des changements mineurs.
En 2021, l’AFEAS a changé le terme «féminine» pour «féministe» dans sa dénomination sociale. Ce changement reflète l’engagement de ses membres à promouvoir une société féministe, indépendamment de l’origine et de l’identification sexuelle des gens.